# Emerson, Lake & Palmer

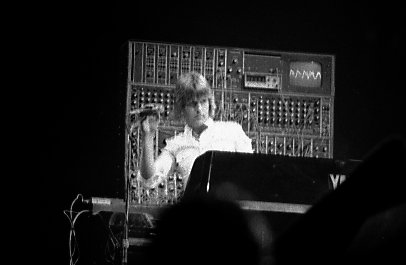
Keith Emerson

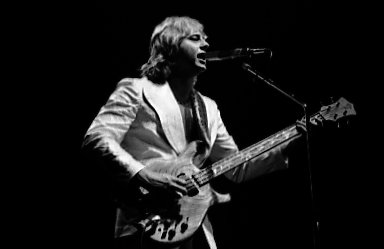
Greg Lake

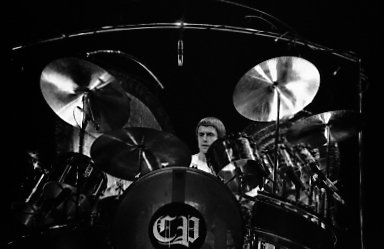
Carl Palmer

Emerson, Lake & Palmer, även kända under förkortningen ELP, var ett brittiskt progressivt rockband som bildades 1970. Medlemmar var klaviaturspelaren Keith Emerson, sångaren-basisten-gitarristen-producenten Greg Lake samt trumslagaren Carl Palmer.

## Biografi
ELP bildades 1970 och var en så kallad supergrupp. Emerson hade precis lämnat (och därmed splittrat) bandet The Nice, Lake kom från King Crimson och Palmer hade varit medlem i Atomic Rooster. Gruppens första album, Emerson, Lake & Palmer, släpptes 1970. På albumet fanns låten "Lucky Man" som blev en mindre hit. I "Lucky Man" använde Emerson för första gången en synthesizer utvecklad av Robert Moog. Debuten följdes året därpå av konceptalbumet Tarkus. 1972 släpptes livealbumet Pictures at an Exhibition på vilket gruppen framförde en egen tolkning av den klassiska kompositören Musorgskijs verk med samma namn (Tavlor på en utställning på svenska). Senare samma år släpptes studioalbumet Trilogy. 1973 släpptes gruppens idag mest kända album, Brain Salad Surgery. Delar av texterna på albumet var skrivna av Pete Sinfield som även jobbat med King Crimson och omslaget var målat av konstnären H.R. Giger.
1977 släpptes dubbelalbumet Works Volume 1. Albumet var indelat i fyra delar. De tre första delarna är fokuserade på var och en av medlemmarna och den sista delen är en gemensam del. Albumen Works Volume 2 och Love Beach fick mestadels dålig kritik när de släpptes.
Love Beach blev ELP:s sista skivsläpp under en lång period om man bortser från diverse bootlegs och liveplattor som inte tillförde något nytt. 1986 släpptes albumet Emerson, Lake & Powell. Dock var det inte originalsättningen som spelade på albumet, utan som namnet antyder medverkade trummisen Cozy Powell eftersom Palmer var engagerad i bandet Asia. Emerson och Palmer spelade även in albumet To the Power of Three från 1988 tillsammans med gitarristen Robert Berry under namnet 3.
1992 återförenades ELP med samtliga tre originalmedlemmarna och spelade in albumet Black Moon som fick ett varmt mottagande av fansen och många menade att albumet var det första riktiga sedan Love Beach släpptes 1978. Albumet följdes 1994 av In the Hot Seat, deras sista album, som innehöll en studioinspelning av "Pictures of an Exhibition".  De fortsatte att framträda innan de upplöstes igen 1998.  De återförenades 2010, 40 år efter gruppens bildande, för en sista föreställning på High Voltage Festival i London.
Keith Emerson gick bort den 11 mars 2016. Greg Lake avled 7 december samma år.

## Medlemmar
- Keith Emerson – klaverinstrument (död 2016)
- Greg Lake – sång, bas, gitarrer, munspel, vissling, produktion (död 2016)
- Carl Palmer – trummor, perkussion

## Diskografi

### Studioalbum
- 1970 – Emerson, Lake & Palmer
- 1971 – Tarkus
- 1972 – Trilogy
- 1973 – Brain Salad Surgery
- 1977 – Works Volume 1
- 1977 – Works Volume 2
- 1978 – Love Beach
- 1992 – Black Moon
- 1994 – In the Hot Seat

### Livealbum
- 1971 – Pictures at an Exhibition
- 1974 – Welcome Back My Friends to the Show That Never Ends